# Giulio Cappelli
Giulio Cappelli   (La Spezia, 4 de març de 1911 - Massa, 16 de desembre de 1995) fou un futbolista i entrenador italià.
Com a jugador jugava d'extrem esquerre. El 1936 va prendre part en els Jocs Olímpics d'Estiu de Berlín, on guanyà la medalla d'or en la competició de futbol. Amb la selecció nacional jugà dos partits en què marcà un gol.
Nascut a La Spezia, va començar la seva carrera futbolística amb l'equip local de la Spezia. Va jugar al A.S. Livorno, de la Sèrie A, durant dues temporades, entre 1933 i 1935. La temporada següent la jugà al Vezio Parducci Viareggio, de la Sèrie B, per tornar a la Sèrie A el 1936 amb el US Lucchese Libertas. Acabà la seva carrera esportiva en equips de la Sèrie B i C.
Una vegada retirat passà a exercir d'entrenador en diferents equips italians. Fou director tècnic de l'Inter de Milà entre 1948 i 1950, del Genoa CFC i Calcio Catania, entre d'altres.